# یاناگیساوا یوشی‌یاسو
یاناگیساوا یوشی‌یاسو (به ژاپنی: 柳沢吉保 Yanagisawa Yoshiyasu); ۳۱ دسامبر ۱۶۵۸ – ۸ دسامبر ۱۷۱۴) سامورایی اهل ژاپن و ملازم مورد علاقه شوگون پنجم توکوگاوا تسونایوشی بود.

## نقش در مجازات ۴۷ رونین
یک نقل و داستان در مورد تعیین مجازات ۴۷ رونین در گنجینه خاطرات خاندان یاناگیساوا آمده‌است، طبق این منبع تاریخی، مقام روجوی شوگون‌سالاری نظر داشت که باید این ۴۷ نفر "سر بریده شوند" زیرا حمله رونین‌ها مانند "دزدان شب" بوده‌است؛ و در زمانی اینگونه تصمیم‌گیری شد. با این حال، از آنجائیکه یاناگیساوا یوشی‌یاسو، از این تصمیم ناراضی بود، با دانشمند و عالم آیین کنفوسیوس، اوگیو سورای مشورت کرد، او گفت، "عمل رونین‌ها در راستای مسیر شوگون توکوگاوا تسونایوشی و آنچه شوگون به عنوان اولین اصل امور سیاسی می‌پندارد یعنی وفاداری بوده و آنان نباید مانند دزدی که به ضرب و شتم دست زده مجازات شوند. اگر به آنان مجازات سپوکو (خودکشی آئینی) داده شود، آرمان رونین‌ها پابرجا خواهد ماند. گفته شده‌است که وقتی شوگون تسونایوشی این نظر را شنید، خوشحال شد و تصمیمش برگشت و تصمیم گرفت که مجازات را سپوکو قرار دهد.

## سازنده باغ ریکوگی

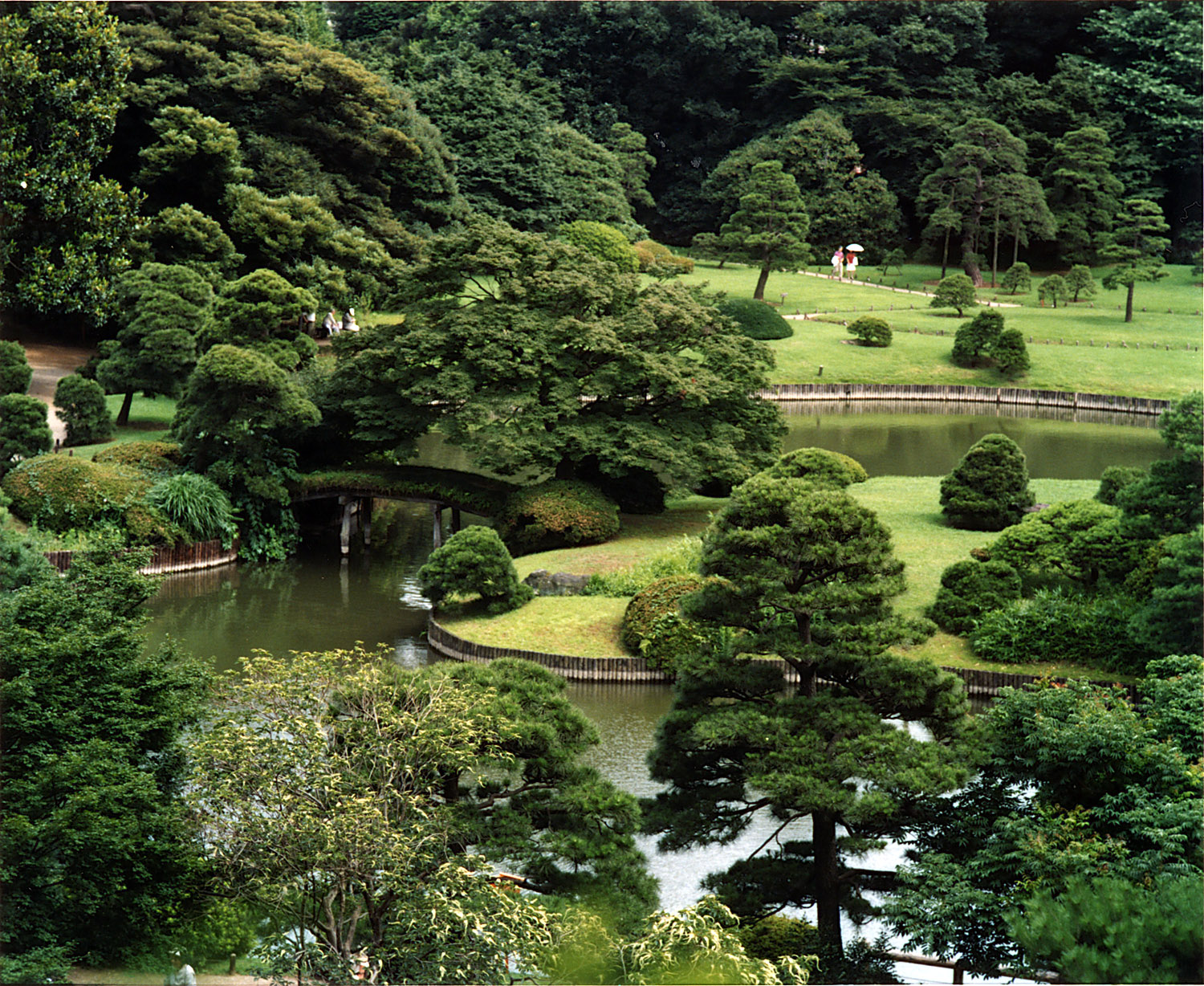
باغ ریکوگی در توکیو

یاناگیساوا یوشی‌یاسو به عنوان سازنده باغ ریکوگی شهرت دارد.